# Stoszowice (gmina)

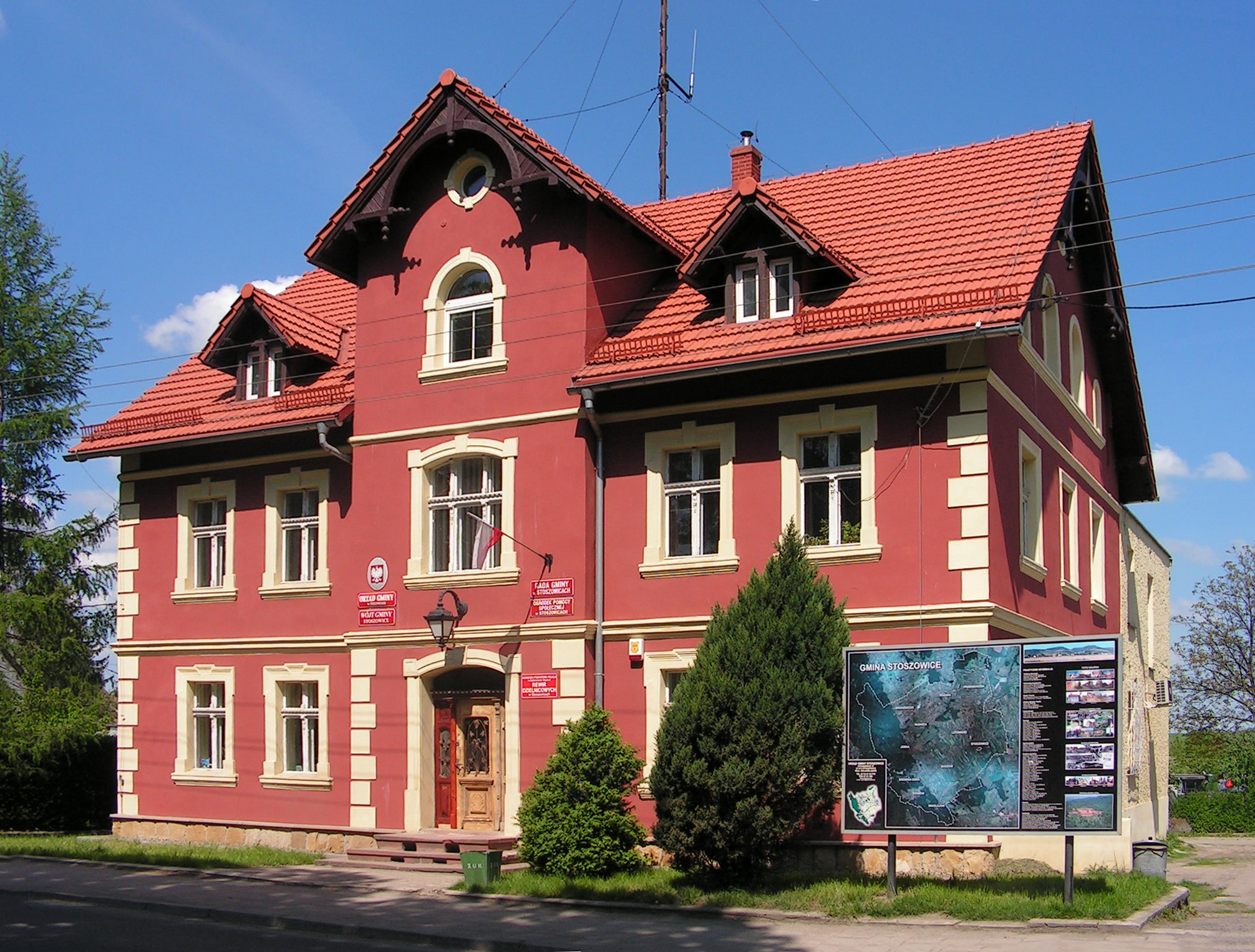
Bureau communal de Stoszowice

Stoszowice est une gmina rurale du powiat de Ząbkowice Śląskie, Basse-Silésie, dans le sud-ouest de la Pologne. Son siège est le village de Stoszowice, qui se situe environ 7 km à l'ouest de Ząbkowice Śląskie, et 63 km au sud de la capitale régionale Wrocław.
La gmina couvre une superficie de 109,82 km2 pour une population de 5 574 habitants.

## Géographie
La gmina est bordée par la ville de Piława Górna et les gminy de Bardo, Dzierżoniów, Kłodzko, Nowa Ruda et Ząbkowice Śląskie.
La gmina contient les villages de Budzów, Budzów-Kolonia, Grodziszcze, Grodziszcze-Kolonia, Jemna, Lutomierz, Lutomierz-Kolonia, Mikołajów, Przedborowa, Różana, Rudnica, Srebrna Góra, Stoszowice, Stoszowice-Kolonia et Żdanów.